# Joseph-François Gualtieri
Joseph-François Gualtieri (né le 18 novembre 1659 à Carpentras - † à Vaison le 20 novembre 1723), ecclésiastique, fut évêque de Vaison-la-Romaine de 1702 à 1723.

## Biographie
Joseph-François Gualtieri ou Gualtéri, natif de Carpentras, est le fils de Pierre-Siffrein de Gualtieri, président de la chambre apostolique d'Avignon et ancien vice-recteur du Comtat Venaissin et d'Angélique d'Inguimbert de Pramiral.
Ordonné prêtre en 1692, il est d'abord archidiacre à Cavaillon, prieur de Velleron puis vicaire général de César d'Estrées cardinal-évêque d'Albano. Il est nommé évêque de Vaison la Romaine en février 1703 et consacré en mars à Rome par le cardinal Baldassare Censi, archevêque de Fermo.                         
Il prend possession de son diocèse par procuration le 21 juin et y fait son entrée le 21 octobre. Il réunit des synodes annuels, restaure le palais épiscopal et transfère l'hôpital dans la ville basse. Il fit faire également des travaux dans la cathédrale Sainte-Marie-de-l 'assomption, faisant percer un oculus, offrant des toiles pour l'orner, et une balustrade en fer forgé toujours visible actuellement. L'évêque est également l'auteur de vers latin. Il adresse en 1706 une lettre au pape Clément XI dans laquelle il évoque le trop grand rigorisme des prêtres de son diocèse notamment lors des confessions.